# ستيليوس جياناكابولوس
ستيلوس جياناكابولوس (باليونانية: Στέλιος Γιαννακόπουλος)‏، من مواليد 12 يوليو 1974 في أثينا في اليونان، لاعب كرة قدم يوناني.
بدأ مسيرته الكروية مع نادي إثنيكوس أستيراس في موسم 1992/1993، وشارك معهم في 32 مباراة وسجل 6 أهداف، وفي عام 1993 انتقل إلى نادي باناثينايكوس، ولعب معهم حتى عام 1996، وشارك معهم في 84 مباراة وسجل 26 هدف، وفي عام 1996 انتقل إلى نادي أولمبياكوس، ولعب معهم حتى عام 2003، وشارك معهم في 189 مباراة وسجل 63 هدف، ومنذ عام 2003 وهو يلعب معهم نادي بولتون واندررز الإنجليزي.
و قد بدأ باللعب مع منتخب اليونان لكرة القدم في عام 1997.

## روابط خارجية
- ستيليوس جياناكابولوس على موقع الاتحاد الدولي (مؤرشف)  (الإنجليزية)
- ستيليوس جياناكابولوس على موقع الاتحاد الأوربي (الإنجليزية)
- ستيليوس جياناكابولوس على موقع قاعدة بيانات كرة القدم.إي يو (الإنجليزية)
- ستيليوس جياناكابولوس على موقع ناشيونال فوتبول تيمز (الإنجليزية)
- ستيليوس جياناكابولوس على موقع Soccerbase.com (لاعب) (الإنجليزية)
- ستيليوس جياناكابولوس على موقع Soccerway.com (الإنجليزية)
- ستيليوس جياناكابولوس على موقع عالم كرة القدم.نت (الإنجليزية)